# Бейнеу (станція)
45°19′06″ пн. ш. 55°12′02″ сх. д. / 45.318333333333° пн. ш. 55.200555555556° сх. д.
Бейнеу (каз. Бейнеу, рос. Бейнеу) — вузлова залізнична станція Мангистауської дирекції Казахстанської залізниці. Розташована в однойменному райцентрі Мангистауської області.
Від станції відходять лінії:
- на Макат (300 км);
- на Найманкуль (Узбекистан) (508 км);
- на Шалкар (499 км);
- на Узень (583 км).

Станція відкрита в 1967 році.